# Грозная Крепость
Грозная Крепость — деревня в Ардатовском районе Мордовии. Входит в состав Солдатского сельского поселения.

## География
Деревня расположена на правом берегу реки Меня в 25 км к северо-западу от Ардатова и в 100 км к северо-востоку от Саранска.

## История
Основана в середине XIX века Приклонскими и Игумновыми, имевшими поместья в Ардатовском уезде.

## Население
| 2002 | 2010 |
| ---- | ---- |
| 41   | ↘26  |